# 縮寫
縮寫，又称省略、缩略、节略、略记、简略记法，其词汇用语则称为略语、缩语、缩略语、缩写词，是指在使用拼音文字的语言中，对于常用的词组（多为专名）以及少数常用的词所采用的简便写法。
缩写大部分时候等同于简称，但二者的含义不尽相同。广义的缩写囊括了元音缩合（通过合并两个元音把多个词复合为一个词）、首字母缩略词、字母词和中略等概念，但在较严格的语境下可能会将它们排除或分别讨论:p167。
缩写有幾種常見的形式：
1. 截取词的首字母来代表这个词，如 C 代表 carbōnium（碳）；
2. 截取词的前几个字母，如 Eng. 代表 England（英格兰）或 English（英语）；
3. 分别截取一个词的两个部分的第一个字母，如 cm 代表 centimeter（厘米），TV 代表 television（电视）；
4. 截取词的首字母和最後一个字母，如 No. 或 № 代表 numerō（号数）；
5. 截取词组中每个主要单词的第一个字母，如 UN 代表 the United Nations（联合国）。
（详情见下）

## 缩写类型

### 字母词 （Acronym）
首字母缩略词，又称头字语，是英語、法語里面常见的缩写类型。这种音素缩写会将缩略语以词的形式发音。如：

联合国教育、科学及文化组织的标志。教科文组织的英语缩写也是一种字母词。

- North Atlantic Treaty Organization → NATO（北大西洋公约组织）
- → OTAN（法语，同上）
- Laser Interferometer Space Antenna → LISA（激光干涉空间天线）
- Terminal High Altitude Area Defense → THAAD（末段高空区域防御系统，缩写音译为萨德）
- Belgium, Netherlands, Luxembourg → Benelux（比荷盧三國關稅同盟）

比荷卢三国关税同盟的旗帜

这种缩写都是可直接拼读的。

### 首字母缩略语（Initialism）
这种缩写一般将其按字母逐字发音。如：
- World Trade Organization → WTO（世界贸易组织）
- National Basketball Association → NBA（美国国家篮球协会）
- Central Intelligence Agency → CIA（美国中央情报局）
- United Kingdom → UK （英国）
- Compact Disc → CD （镭射唱片）
- Sozialdemokratische Partei Deutschlands → SPD （德国社会民主党）
- Organisation for the Prohibition of Chemical Weapons → OPCW（禁止化学武器组织）

#### 不使用拉丁字母的语言
- → （烏克蘭語，烏克蘭武裝部隊）
- → （俄语，苏联国家安全委员会，缩写音译为克格勃）

##### 日语
- ／ kūki yomenai → KY （网络俚语，直译“不懂得阅读气氛”，形容那些无法理解或配合现场氛围、无视他人感受的人）

这种缩写要按各字母的发音发音。

### 拼写简化 （Abbreviation）
拼写简化在书写上缩减而不改变词的读音。
这种缩写今时美式英语一般会在後面加一个缩寫点“.”（英语句号），英式英语缩写时则不会加点。:p167–170。
- abbreviation → abbr. 或 abbrev.
- Doctor → Dr.
- Company → Co.
- building → bldg.
- Street → St. （英式英语加有缩写点，为免与 Saint（聖人）混淆）/ Str.
- Road → Rd.
- Mister → Mr.
- John Doe → J. D.
- Boulevard → Blvd.
- Adjective → Adj.

### 截音词 （Clipping）
截音是截取词语的一部分作为缩略语的方法，是一种音节缩写。如：
- telephone→ phone
- examination → exam
- mathematics → math / maths
- laboratory → lab
- facsimile → fax
- memorandum → memo
- influenza → flu

### 短语音节缩写 （Syllabic abbreviation）
一些缩略语由复合词或短语中截取一部分音节構成，这些缩略语也是典型的音节缩写。这种缩略语一般用于专有名词。
该概念与混成词（英文：portmanteau 或 blend word）相似。
例如：
- → （国际刑警组织）
- → （香港立法会）

与英語、法語相比，音节缩写在德語與俄語比較常見。纳粹时期及之前的德国、蘇聯為了新的官僚機構命名時，非常盛行使用音节缩写。如：
- （德语，保护警察） →
- （德语，秘密国家警察） → （音译为蓋世太保）
- （俄语，苏联共青团） →
- （俄语，共产国际） →

后来的德國，包括东德，仍然会使用音节缩写，如：
- （德语，刑事警察） → 。
- （德语，国家安全） → （音译为史塔西）
- （德语，人民警察） → 。

### 语素缩写（Morpheme abbreviation）
语素缩写是由词汇、短语中的構成缩略语的缩写方法。这是汉语和日语最常见的缩写类型之一。由于汉语是孤立语，其语素单位大部分时候与音节单位契合，所以往往也可以视为音节缩写。如：
- 北京大学 → 北大
- 掃除文盲 → 掃盲
- 擺脫貧窮 → 脫貧
- 人民警察 → 民警
- 民意代表 → 民代
- 立法委員 → 立委
- 欧洲联盟 → 欧盟
- 东南亚国家 →
- 苏维埃社会主义共和国联盟 → 苏联
- 中國共產黨 → 中共
- → （日语，联合国）
- → （日语，东京大学）

汉语也会由从词汇、短语或句子中抽出相同的语素，与数词或再加上量词構成缩略语。如：
- 世界观、人生观、价值观 → 三观
- 農業、工業、國防和科學技術的現代化 → 四個現代化、四化
- 始终代表中国先进社会生产力的发展要求、始终代表中国先进文化的前进方向、始终代表中国最广大人民的根本利益 → 三个代表